# Ken Slater
Kenneth R. (Ken) Slater (22 juni 1923 – 15 augustus 1999) was een Australisch ingenieur en amateur-herpetoloog. Zijn leveranties van verschillende slangengiffen stonden aan de basis van de productie van tegengiffen voor enkele van de giftigste soorten.

## Biografie
Slater was opgeleid tot civiel ingenieur, maar interesseerde zich daarnaast voor zoölogie en herpetologie. Hij vergezelde Eric Worrell een paar keer, op zoek naar gifslangen in de Australische wildernis. Om meer werk in de vrije natuur te kunnen doen, nam hij in 1952 dienst bij de olie-industrie in Papoea-Nieuw-Guinea. Kort daarna werd hij benoemd tot wildonderzoeker door het ministerie van landbouw van dat land. Hij vervulde deze functie tot aan zijn terugkeer naar Australië in 1959, waar hij een jaar later benoemd werd tot Senior Wildlife Officer voor zuidelijk Australië. In 1963 kreeg Slater de functie van Acting Wildlife Biologist voor het Noordelijk Territorium. Slater werkte ook enige tijd bij het Australian Reptile Park van Eric Worrell, als slangenmelker en -verzorger en hij bleef daarnaast actief op zoek gaan naar levende exemplaren.

### Slangengiffen
Slater was een ervaren slangenjager en -verzamelaar, maar ook een productief slangenmelker. In zijn tijd in Papoea-Nieuw-Guinea leverde hij de eerste monsters van het gif van de Papoea-taipan aan de Commonwealth Serum Laboratories, een instelling voor de productie van tegengiffen en vaccins. Ook leverde hij dat laboratorium alle gif van de 'Papua black snake' (Pseudechis papuanus), een soort uit het geslacht Pseudechis. Het daarmee ontwikkelde tegengif was ook effectief bij beten van de 'king brown' (Pseudechis australis), die in Australië nogal eens slachtoffers maakte.
In 1955 ontving Slater, samen met Worrell en Ram Chandra, van het lab een van de weinige eerste doses van taipan-tegengif, uit erkenning voor het gevaar van zijn werk.

## Taxonomie
In 1956 beschreef Slater voor het eerst de Oxyuranus scutellatus canni, of Papoea-taipan. Hij noemde de slang naar George Cann, langere tijd de slangenman van La Perouse.